# Entidad Metropolitana del Transporte
La Entidad Metropolitana del Transporte (EMT) era una entidad local integrada por 18 municipios del Área metropolitana de Barcelona creada para prestar de forma conjunta los servicios de transporte público de viajeros en su ámbito territorial. Fue creada en 1987 junto a la Mancomunidad de Municipios del Área Metropolitana  (MMAMB) y la Entidad Metropolitana de Medio Ambiente (EMA).
Fue disuelta, junto a las otras entidades, con la creación en 2011 del Área metropolitana de Barcelona. 